# 長楽寺 (名古屋市)
長楽寺（ちょうらくじ）は、愛知県名古屋市南区にある曹洞宗の寺。山号は稲荷山。

## 歴史
寺伝によれば、弘仁12年（821年）に空海が巡礼に訪れた際に見た夢のお告げで、呼続の浜に七堂伽藍を創建。真言宗戸部道場寛蔵寺と命名して「鎮守清水叱枳眞天」を安置したという。
その後、寺は一山十二坊を有するまでになったが、やがて寺勢も衰えた。それを文明年間（1470年頃）に義山禅師が再興し、永正5年（1508年）に今川氏が諸堂を再建。この頃に曹洞宗の寺となり、明谷禅師が寺号を長楽寺と改めた。
慶長8年（1603年）清洲城主松平忠吉が、当時境内にあった素盞鳴尊を祀る祠に病の平癒を祈願し回復した事から、慶長11年にこの祠を東に移して富部神社とするとともに、書院、客殿等の諸堂を建てたとも伝わる。
境内には、戦国時代に織田と今川両家の国境線であった谷が残っている。
山号にもあるように境内の一角には稲荷神を祭る清水稲荷が置かれ、神仏習合となっている。また、盲導犬・サーブの墓もここにあり、近年はいわゆるペット供養の方面が有名である。

## ギャラリー
- 動物観音
- 清水稲荷殿
- 松平忠吉病気平癒の松
- 織田・今川の国境線址

## アクセス
- 名鉄名古屋本線 - 桜駅から徒歩で約5分。
- 名古屋市営地下鉄桜通線 - 桜本町駅から徒歩で約10分。